# Fluorphenole
| Gefahrensymbol | Gefahrensymbol |

| Gefahrensymbol | Gefahrensymbol |

| Gefahrensymbol |

Die Fluorphenole bilden in der Chemie eine Stoffgruppe, die sich sowohl vom Phenol als auch vom Fluorbenzol ableitet. Die Struktur besteht aus einem Benzolring mit angefügter Hydroxygruppe (–OH) und Fluor (–F) als Substituenten. Durch deren unterschiedliche Anordnung ergeben sich drei Konstitutionsisomere mit der Summenformel C6H5FO.

## Darstellung
Die Fluorphenole sind aus den Fluoranilinen durch Verkochen ihrer Diazoniumsalze darstellbar.

## Eigenschaften
Das 4-Fluorphenol, das die höchste Symmetrie aufweist, besitzt den höchsten Schmelzpunkt. Die Einführung des Fluoratoms ändert die Siedepunkte im Vergleich zum Phenol (182 °C) nur wenig. Die Fluorphenole weisen aufgrund des −I-Effekts des Fluorsubstituenten eine höhere Acidität im Vergleich zum Phenol auf. Die pKs-Werte sind daher entsprechend niedriger (Phenol: 9,99).